# Carpoapseudes kudinovae
Carpoapseudes kudinovae is een naaldkreeftjessoort uit de familie van de Apseudidae. De wetenschappelijke naam van de soort is voor het eerst geldig gepubliceerd in 1981 door Bacescu.